# Vossum
Vossum ist ein Ortsteil der Stadt Straelen im Kreis Kleve im Nordwesten des Bundeslandes Nordrhein-Westfalen. Der Weiler liegt 2 Kilometer östlich von Auwel-Holt und 2 Kilometer nördlich vom Stadtzentrum entfernt. Die Bundesstraße 58 verläuft durch den Ortsteil.
Der Ort ist ländlich geprägt. Der Anbau von Gemüse, Blumen & Topfpflanzen wird durch die Nähe zur Erzeugergenossenschaft Landgard begünstigt. Neben dem Freilandanbau setzt man auch großflächig auf Gewächshäuser.

## Geschichte

### Das Rittergeschlecht von Vossem
Vossum verdankt seinen Namen einem alten Rittergeschlecht. Von der ehemaligen Burg ist heute nichts mehr vorhanden. Sie befand sich an der Stelle, wo heute der Vossumer Hof () steht.  
Erste schriftliche Erwähnungen stammen aus dem 14. Jahrhundert. Dort wird im Jahr 1326 ein Walter (oder auch Wolter) van Vossem (Ritter, Herr von Vossem) (* um 1280) bezüglich des Betriebs einer Fischerei Kedingen bei Capellen erwähnt. Werner von Vossem (* um 1310; † 17. Januar 1380), einer seiner 4 Söhne, wurde sein Nachfolger und trat das  Erbe auf der Burg an. Dessen Sohn Walter von Vossem (* um 1340), einer von 2 Söhnen und offenbar nach seinem Großvater benannt, wurde sein Nachfolger.
Letzterer hatte eine Tochter namens Sophia von Vosheim († 1450). Diese heiratete den Ritter Engelbert von Oirsbeck (* 1370; † 1445). Zum Ende des 14. Jahrhunderts gaben die beiden die Burg Vossem auf und zogen in die 2 Kilometer entfernte Burg Vlasrath (). Man vermutet, dass diese Entscheidung darauf beruhte, dass das wasserumwehrte Anwesen an der Niers mehr Schutz bietet. Das Rittergut Vossem findet danach in der Geschichtsschreibung keine Erwähnung mehr.
Da alle männlichen Erben des Ritterguts Vossem verstorben oder fortgezogen waren, erhielt Engelbert von Oirsbeck im Jahr 1409 die Würde eines Drostes von Straelen. Dieses Amt, das bis dahin den Rittern von Vossem vorbehalten war, sollte fortan dem Besitzer Vlasraths zustehen.